# Embalse de Krasnodar
El embalse de Krasnodar (del ruso: Краснодарское водохранилище) o Mar de Kubán (Куба́нское мо́ре) es un embalse sobre el río Kubán, el mayor del Cáucaso Norte. Está situado en el territorio de la república de Adiguesia y del krai de Krasnodar, en Rusia.
Tiene unos 40 km máximos de largo por unos 15 km de anchura máxima. Su superficie es de 420 km² y el volumen de agua que almacena varía entre los 2 y los 3.1 km³. 

Mapa del río Kuban en el que aparece el embalse de Krasnodar en su curso medio

Fue llenado entre 1973 y 1975, ocupando en su parte oriental la antigua presa Tshiski, aún denominada así, que está separado por una entrada seminundada de tierra en el embalse y es la parte favorita de los aficionados a la pesca. Los principales afluentes del Kubán cuyo curso acaba en la presa son el Bélaya, el Pshish, el Marta, el Apchas, el Shunduk y el Psékups.
Con el llenado del embalse se inundaron veinte aúles, cuya población fue realojada en Teuchezhsk (ahora Adygeisk) y Tliustenjabl. En la década de 1990 se elaboraron planes para el descenso del nivel del embalse que no se han llevado a cabo.
Fue construido para la irrigación de los cultivos de arroz así como para controlar las crecidas estacionales del Kubán. Se ha suspendido la navegación debido al depósito de sedimentos. En 2008 se aprobó la construcción de la central hidroeléctrica Adygéiskaya GES (Адыгейская ГЭС), pero las obras se han paralizado debido a causas judiciales.
A sus orillas se encuentran las localidades de Tliustenjabl, Tugurgoi, Kazazov, Adygeisk, Pchegatlukái, Vochepsi, Novovochepsi, Shunduk, Pshikuijabl, Necherezi, Neshukái, Dzhidzhijabl, Tauijabl, Gorodskoi, Konchukojabl, Chumakov, Adami, Krasnogvardéiskoye, Svobodni, Vodni, Vasiúrinskaya, Starokórsunskaya, Lenina y Krasnodar.